# Wallace A. Carlson
Wallace A. Carlson (* 28. März 1894 in St. Louis, Missouri; † 9. Mai 1967 in Chicago) war ein US-amerikanischer Comiczeichner und Produzent, Regisseur und Drehbuchautor von Zeichentrickfilmen. Carlson gilt als einer der Pioniere des Zeichentricks.

## Leben
Wallace A. Carlson begann seine Karriere 1905 als Laufbursche bei der Chicagoer Tageszeitung Inter-Ocean. 1915 wendete er sich dem Zeichentrick zu und arbeitete bis 1921 für verschiedene Filmgesellschaften an über 100 Filmen. Für Essanay schuf Carlson die Serien um Dreamy Dud, einen Jungen mit einer überbordenden Fantasie und einem praktisch veranlagten Hund, und Joe Boko, für John Randolph Brays Firma J.R. Bray Studios, die Filmgesellschaft, die den Markt für Animationen vor dem Ersten Weltkrieg beherrschte, die Serien um Goodrich Dirt, Otto Luck, Dud Perkins und Ginger Meggs. 1915 zeichnete Carlson Introducing Chaplin, einen Film, in dem Charles Chaplin sich selber spielt.
Besonders die oft surreale Effekte benutzenden Dreamy Dud-Filme zeigen Carlsons inhaltliche und zeichnerische Nähe zu Winsor McCays Comics und Filmen um seinen gleichfalls verträumten Helden Little Nemo. Zu Carlsons bekanntesten Arbeiten neben der Dreamy Dud-Reihe gehören die Zeichentrickserie The Gumps über eine Mittelklasse-Familie nach Sidney Smiths gleichnamigem extrem erfolgreichen Comicstrip, der von 1917 bis 1959 veröffentlicht wurde, und der von 1923 bis 1944 publizierte Comicstrip The Nebbs, ebenfalls über eine Mittelklasse-Familie, den Carlson zusammen mit Autor Sol Hess schuf und der 1945 als Radioshow produziert wurde.